# 道莱河
道莱河（西班牙語：Río Daule），是厄瓜多尔瓜亚斯省的一条河流，该河在瓜亚基尔与巴巴奥约河汇合为瓜亚斯河。

## 河道
道莱河全长260公里，包括上游的佩里帕河（Río Peripa）则全长380公里，发源于安第斯山脉西坡。它是道莱-佩里帕水库的流出道，主要流向为由北向南，在一些地方也有环路流向。河流上游有35公里为马纳比省和瓜亚斯省之间的边界，然后流入瓜亚斯省境内。河沿岸有皮钦查、巴尔萨尔、科利姆斯、帕莱斯蒂纳、圣卢西亚、道莱和诺沃尔等城镇。
道莱河最终在瓜亚基尔附近与巴巴奥约河合流，成为瓜亚斯河。
从巴尔扎尔到瓜亚基尔的E48高速公路沿着道莱河河道建设。

## 水文
道莱河的流域面积约为13,000平方公里，覆盖厄瓜多尔沿海低地的西部。道莱河流域的西部与崇贡科隆什山脉、科斯塔内拉山脉接壤，北部延伸至圣多明各，东部与文塞斯河流域相接。道莱河流域并不包括安第斯山脉的斜坡。
道莱河平均流量为380立方米/秒，贡献了瓜亚斯河总径流的40%。该河径流的季节性变化很大，雨季是旱季的六倍。
道莱河流域主要种植咖啡和可可。